# Teide

Teide 3D

O Teide é um vulcão situado na ilha de Tenerife (Ilhas Canárias-Espanha). Com uma altitude de 3718 metros e aproximadamente 7500 metros de altura sobre o leito oceânico, é o pico mais alto de Espanha, e das ilhas do Atlântico. É também o terceiro maior vulcão do mundo a partir de sua base. O Teide é um estratovulcão do tipo estromboliano.
Para os indígenas das ilhas Canárias (os guanches) este vulcão tinha o nome de Echeyde (que depois de uma castelhanização deu o nome atual) que significava inferno. Os guanches conheciam ao Teide com o nome de "Echeyde" cujo significado era "morada de Guayota, o Maligno". Segundo a lenda, Guayota sequestrou ao deus do Sol, para os guanches Magec, e encerrou-o no interior do vulcão sumindo à ilha ao todo escuridão. Nesse momento os guanches invocaram a Achamán, seu deus celeste supremo, e suplicaram a sua ajuda. Achamán conseguiu derrotar a Guayota e lucrou, desse modo, pôr fim ao cativeiro do Sol e selar a boca de Echeyde.
Sabe-se que são antigas as erupções do Teide, e que marcaram o relevo atual de Tenerife. Há milhares de anos, haveria um vulcão mais alto e maior que o Teide, tendo numa erupção formado, por deslizamento de terras e lava, as zonas conhecidas por Cañadas del Teide. Graças a novas erupções elevou-se o vulcão de hoje.
Em 1954 o Teide e toda a zona em seu redor estão englobados no Parque Nacional de Las Cañadas del Teide. Atualmente utiliza-se o nome de Parque Nacional do Teide declarado pela UNESCO como Património da Humanidade em 2007. É o segundo mais visitado parque nacional do mundo. Em 2016, ele foi visitado por 4,079,823 visitantes e turistas atingindo uma alta recorde. Outra característica do Parque Nacional del Teide é o famoso Roque Cinchado.
Também no Teide se encontra o Refúgio de Montanha de Altavista e um teleférico que ascende de um ponto a cerca de 2350 metros até La Rambleta, a cerca de 3555 metros, em poucos minutos. A subida até ao topo está proibida, embora se possa obter um pedido especial junto do Parque Nacional em Santa Cruz de Tenerife.
Os romanos denominavam a ilha Nivaria, devido à neve do vulcão. O nome atual da ilha também se relaciona com o vulcão, já que foi dado pelos benehaoritas (aborígenes de La Palma). "Tene-" (montanha) "-ife" (branca), a castelhanização do nome provocou a adição de um -r para unir ambas as palavras tornando-se Tenerife.
No caderno de notas de Cristóvão Colombo aparece uma referência ao Teide em erupção.
Em 2004, uma série de pequenos tremores no norte da ilha suscitaram grande interesse dos geólogos e vulcanólogos.

## Ligações externas

Panorama de Roques de García